# Cmentarz wojenny nr 338 – Nieprześnia
Cmentarz wojenny nr 338 – Nieprześnia – cmentarz z I wojny światowej znajdujący się we wsi Nieprześnia w województwie małopolskim, w powiecie bocheńskim, w gminie Bochnia. Jest jednym z 400 zachodniogalicyjskich cmentarzy wojennych zbudowanych przez Oddział Grobów Wojennych C. i K. Komendantury Wojskowej w Krakowie. Z tej liczby w okręgu bocheńskim cmentarzy jest 46.

## Lokalizacja
Położony jest wśród pól uprawnych, z dala od obszarów zabudowanych. Prowadzi do niego gruntowa droga odchodząca w południowym kierunku od szosy biegnącej przez Nieprześnię. Miejsce przy szosie, od którego odchodzi ta droga wskazuje tabliczka. Cmentarz znajduje się tuż poniżej wierzchołka wzgórza 278 m, zwanego przez miejscowych Turkawką. Poniżej wzgórza znajdują się stawy rybne.

## Historia
Pochowano tutaj wspólnie na jednym cmentarzu żołnierzy armii rosyjskiej i austro-węgierskiej (z 34 Pułku Piechoty), którzy zginęli na okolicznych polach na początku grudnia 1914 w czasie operacji limanowsko-łapanowskiej. 7 grudnia Rosjanie obsadzili wzgórza na zachód od Stradomki w miejscowościach Sobolów, Gierczyce i Nieprześnia. Atakujące od strony Łapanowa i doliny Stradomki wojska austriackie w niezwykle zaciętych walkach zdobywały je przez kilka dni. W Nieprześni oddział austriacki wpadł w zasadzkę i otoczony został przeważającymi siłami rosyjskimi. Potyczkę w Nieprześni tak opisuje Anna Gurbiel, która była naocznym świadkiem tych wydarzeń: 

wojska rosyjskie spostrzegły oddział austriacki i porozumiewając się na migi uderzyli na wojska austriackie. Rozpoczęła się ogromna bitwa na bagnety. Łomot bagnetów, krzyk, jęk nie do opisania. (...) Litości nie zaznał żaden z walczących żołnierzy, żaden nie uszedł żywy. Rosjanie doszczętnie wszystkich wybili zostawiając trup na trupie.

Ich zwycięstwo było jednak tylko chwilowe. Już tej samej nocy, skrajnie wyczerpani po bitwie, musieli uciekać przed nadchodzącym nowym oddziałem austriackim. Po kilkudniowych i niezwykle zaciętych walkach Austriacy zdobyli pozycje rosyjskie na wzgórzach w miejscowościach Buczyna, Grabina, Stradomka, Sobolów, Chrostowa, Kamyk, Wola Nieszkowska, Nieprześnia wypierając ich z tych miejscowości. 13 grudnia Rosjanie rozpoczęli odwrót dalej na wschód. 
Na cmentarzu w Nieprześni pochowano:
- 123 żołnierzy armii austro-węgierskiej
- 52 żołnierzy armii rosyjskiej

Z nazwiska znanych jest tylko 2 Austriaków.

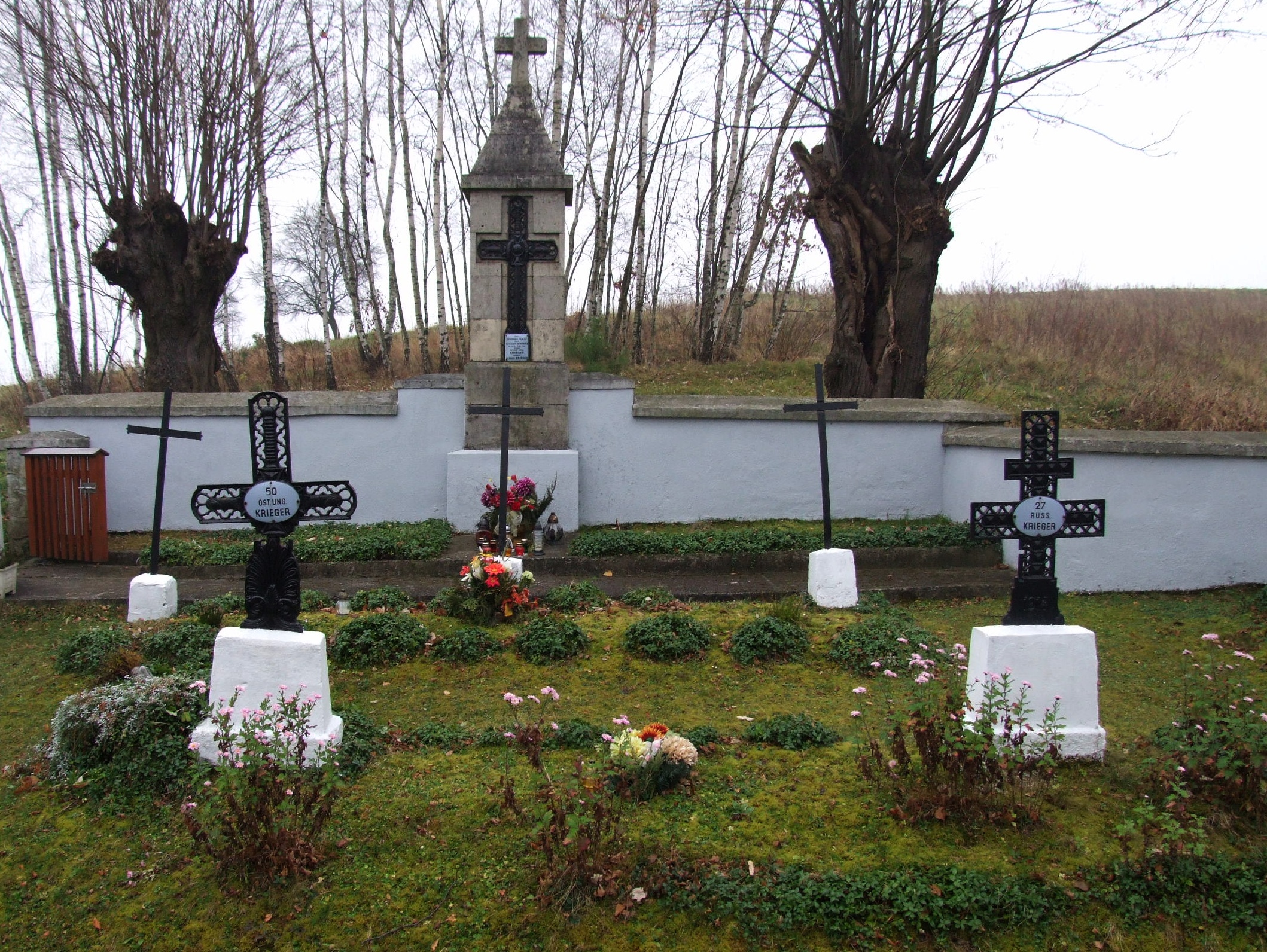
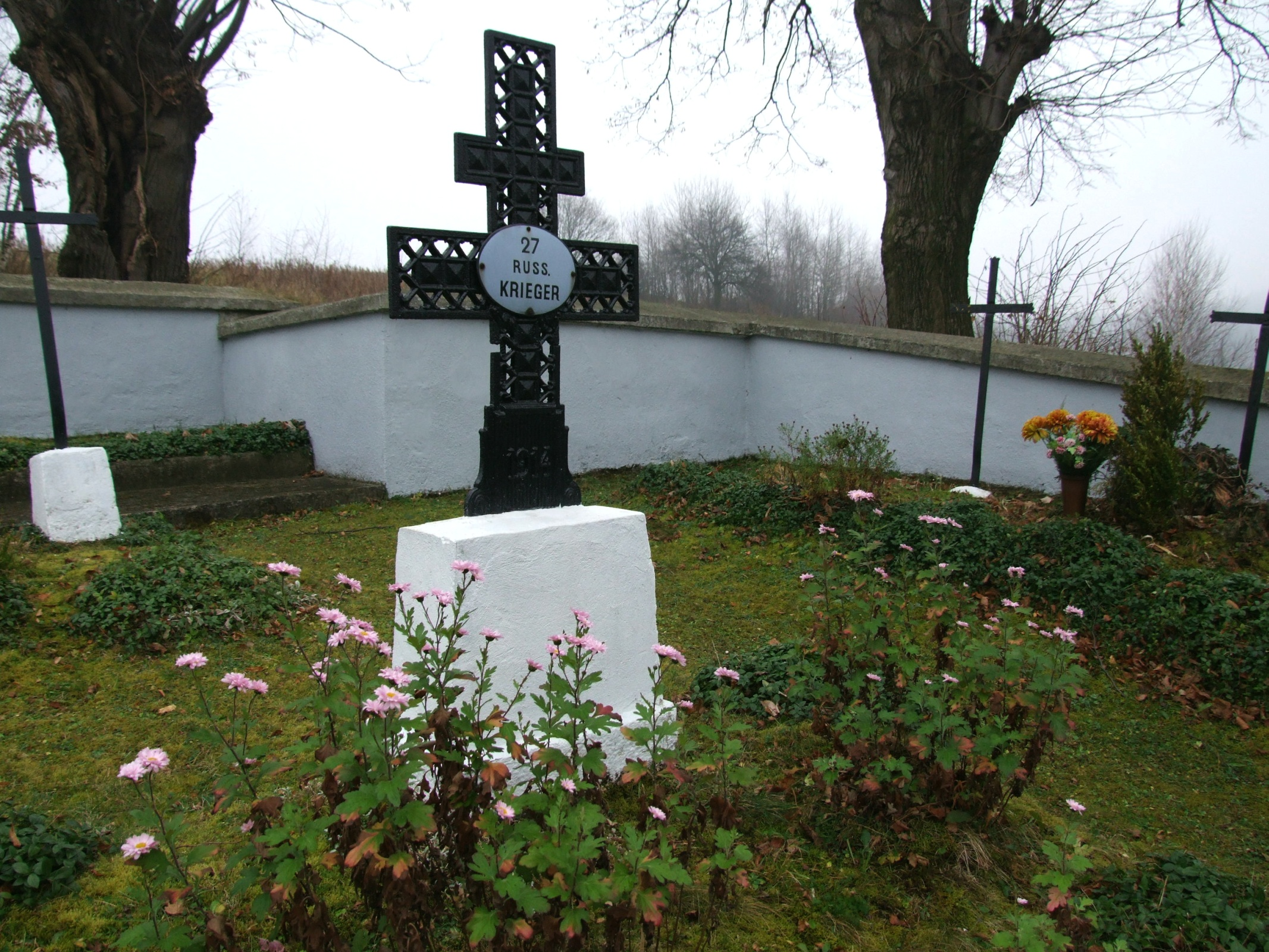
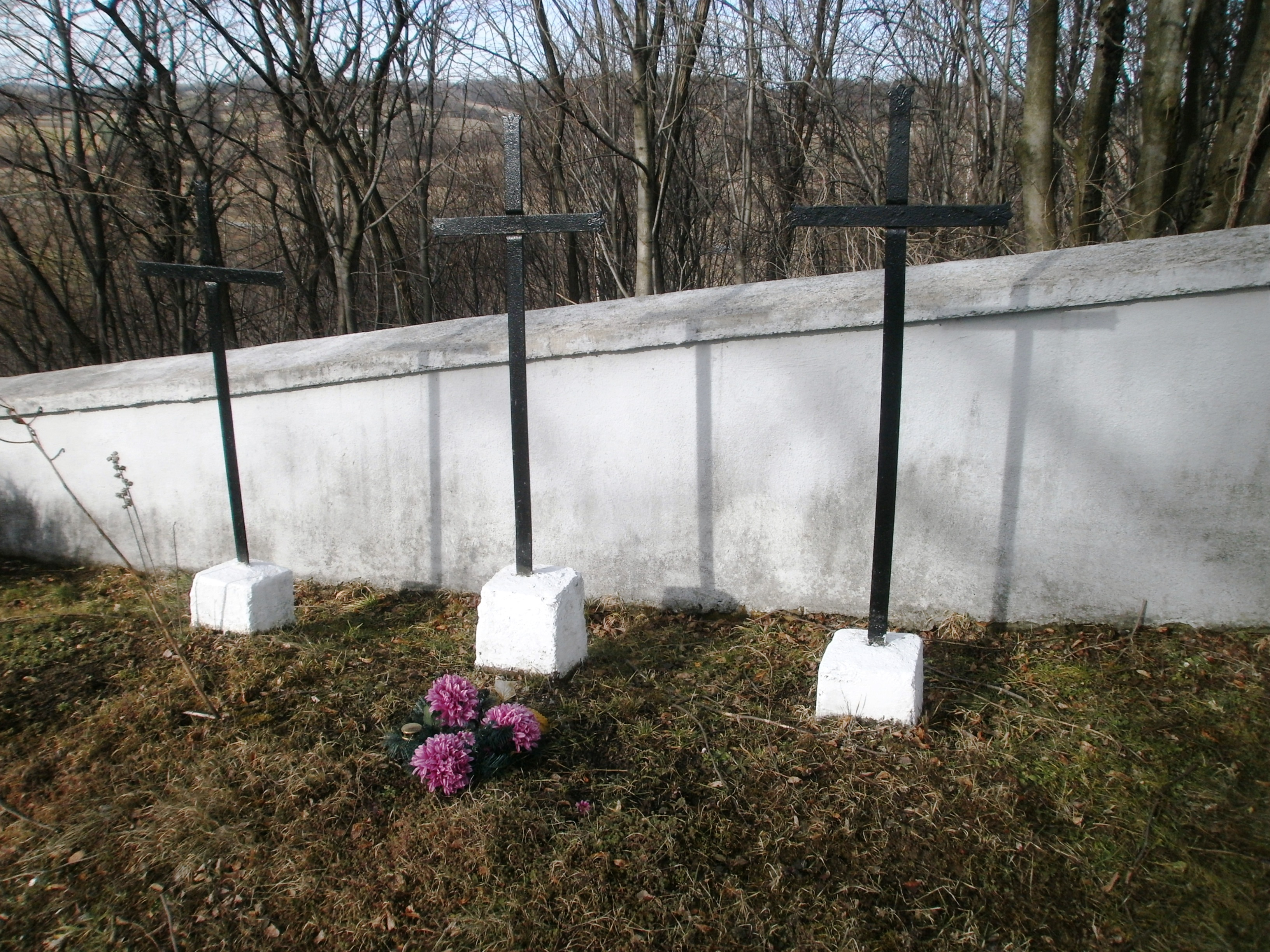

## Opis cmentarza
Jest to niewielki cmentarz o kształcie nieregularnego wieloboku, w całości otoczony murowanym i otynkowanym murem kamiennym. Mur kryty jest betonowym parapetem. Wejście przez drewnianą furtkę. Głównym elementem dekoracyjnym jest umieszczony we wschodniej części muru zwieńczony betonowym krzyżem kamienny obelisk w formie kapliczki. We wnęce obelisku zamontowano ażurowy, żeliwny krzyż łaciński. Mogiły umieszczone są w układzie rzędowym. Na nagrobkach zamontowano na betonowych cokołach 4 rodzaje krzyżów:
- duże, żeliwne i ażurowe (łacińskie i lotaryńskie)
- mniejsze, wykonane z płaskich żelaznych prętów (również łacińskie i lotaryńskie).

## Losy cmentarza
Nazajutrz po bitwie miejscowi ludzie obdarli zwłoki żołnierzy z butów i odzieży. Pochówku dokonali dopiero po kilku dniach miejscowi chłopi, zbierając zwłoki żołnierzy na wóz, który sami ciągnęli pod szczyt Turkawki (konie wcześniej zabrało wojsko). Przez kilka dni tragiczna, śmierdząca karawana żywych i umarłych poruszała się po naszym polu, wspomina Anna Gurbiel. W 1917 Austriacy na miejscu pochówku wybudowali cmentarz. Prace wykonywali głównie jeńcy. Wykonano go bardzo solidnie, Austriacy planowali bowiem, że po wojnie cmentarze wojenne staną się miejscem pielgrzymek patriotycznych. W okresie Polski międzywojennej doceniano rangę cmentarza i był wówczas pielęgnowany przez miejscową społeczność. Po II wojnie ranga cmentarza w świadomości społeczeństwa i ówczesnych władz zmalała. Ten jednak cmentarz, w odróżnieniu od innych z I wojny światowej, miał opiekę. Przez kilkadziesiąt lat opiekowała się nim Irena Saława, sadząc na nim rośliny ozdobne i pielęgnując je. Cmentarz ulegał jednak w naturalny sposób niszczeniu, mur zaczął się rozsypywać. W 1988 zorganizowały się trzy miejscowe rodziny i odnowiły rozsypujący się mur (żwir i cement dał Urząd Gminy w Bochni). 

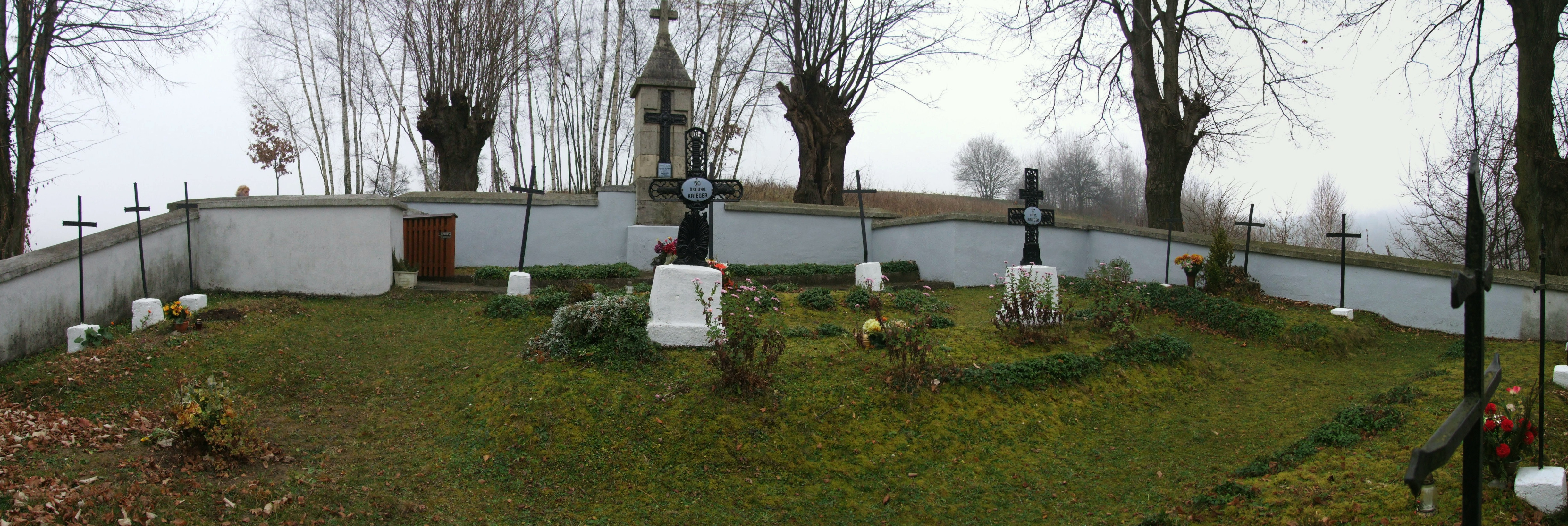
Widok ogólny (panorama)